# إزومو (مقاطعة)
إزومو (باليابانية: 出雲国 إزمو نو كوني) كانت مقاطعة يابانية التي تقابل اليوم الجزء الجنوبي من محافظة شيمانه في منطقة تشوغوكو. كانت إزومو من أهم المناطق في اليابان القديمة التي ظهر فيها القوى السياسية. ظهرت قوة إزمو السياسية خلال القرن الرابع قبل الميلاد، ولكنها اضمحلت مع توسع قوة مقاطعة ياماتو التي اعتمدت على الكهنوت.
لا زال معبد إزومو حتى اليوم يشكل أحد أهم الأماكن المقدسة في الشنتو، حيث يعتقد أن الإلهة إزانامي أم اليابان مدفونة في جبل هيبا على حدود مقاطعة إزومو القديمة.
فقدت إزومو الكثير من أهميتها مع حلول فترة المقاطعات المتحاربة حيث احتلت قبل معركة سيكاغاهارا من قبل أسرة موري وبعد المعركة أصبحت إقطاعية مستقلة بقلعة تقع في ميتسويه.
يحكى في التراث الياباني أن مدخل يومي (أرض الموت، أو الجحيم) كان يقع في مقاطعة إزومو، وتم إغلاقه من قبل الإله إزاناغي بوضع جلمود صخر كبير على المدخل.

خريطة مقاطعات اليابان السابقة (عام 1868) مع مقاطعة إزومو ملونة.